# هيلين جيلمور
هيلين جيلمور (بالإنجليزية: Helen Gilmore)‏ هي صحفية وممثلة أمريكية، ولدت في 1900، وتوفيت في 8 أكتوبر 1947 بسبب ابيضاض الدم.

## وصلات خارجية
- هيلين جيلمور على موقع IMDb (الإنجليزية)
- هيلين جيلمور على موقع قاعدة بيانات برودواي على الإنترنت (الإنجليزية)
- هيلين جيلمور على موقع قاعدة بيانات الفيلم (الإنجليزية)